# Lysimachia erosipetala
Lysimachia erosipetala är en viveväxtart som beskrevs av Feng Hwai Chen och C.M. Hu. Lysimachia erosipetala ingår i släktet lysingar, och familjen viveväxter. Inga underarter finns listade i Catalogue of Life.